# Wilhelm Paal
Wilhelm "Wim" Paal, född 20 juni 1960 i Tyskland, är en tysk travtränare och travkusk. Han är verksam vid Halmstadtravet i Sverige sedan 2015. Han har tidigare varit verksam i Tyskland, USA, Belgien och Italien.
Han har tränat hästar som Toss Out, Embassy Lobell, Exploit Caf, Trinity Lux och Dreammoko. Under senare år är han främst känd som kusk till stjärnhästen Ringostarr Treb, vilken han även hade i sin egen träning en kort period under sommaren 2016. Därefter har Ringostarr Treb tränats av Jerry Riordan, men Paal är fortsatt hästens förstekusk.
Paal har kört sju upplagor av Elitloppet på Solvalla (1988, 1992, 1993, 1994, 1996, 2002, 2004 och 2018). Han vann Elitloppet 2018 med Ringostarr Treb. Segern togs tiden 1.09,0, vilket var en tangering av löpningsrekordet (satt av Timoko 2017) i en final av Elitloppet.
Han är sambo med Alessandra Baldi, som kommer från den kända italienska travsläkten Baldi och är släkt med bland andra Giancarlo Baldi som körde Timothy T. till dubbla segrar i Elitloppet 1974 och 1975.

## Segrar i större lopp

### Grupp 1-lopp
| År   | Lopp                         | Häst            | Kusk         | Tränare       |
| ---- | ---------------------------- | --------------- | ------------ | ------------- |
| 1993 | Gran Premio Lotteria         | Embassy Lobell  | Wilhelm Paal | Wilhelm Paal  |
| 1993 | Copenhagen Cup               | Campo Ass       | Wilhelm Paal | Wilhelm Paal  |
| 2000 | Gran Premio Freccia d'Europa | Mapleton        | Wilhelm Paal | Holger Ehlert |
| 2002 | Oslo Grand Prix              | Brads Photo     | Wilhelm Paal | Holger Ehlert |
| 2017 | Hugo Åbergs Memorial         | Ringostarr Treb | Wilhelm Paal | Jerry Riordan |
| 2017 | Sundsvall Open Trot          | Ringostarr Treb | Wilhelm Paal | Jerry Riordan |
| 2018 | Olympiatravet                | Ringostarr Treb | Wilhelm Paal | Jerry Riordan |
| 2018 | Elitloppet                   | Ringostarr Treb | Wilhelm Paal | Jerry Riordan |
| 2019 | Hugo Åbergs Memorial         | Ringostarr Treb | Wilhelm Paal | Jerry Riordan |

### Grupp 2-lopp
| År   | Lopp                  | Häst            | Kusk            | Tränare            |
| ---- | --------------------- | --------------- | --------------- | ------------------ |
| 1987 | Sweden Cup            | Dizam Speed     | Wilhelm Paal    | Wilhelm Paal       |
| 1994 | Prix Henri Cravoisier | Diamond Circle  | Joseph Verbeeck | Wilhelm Paal       |
| 1997 | Gran Premio Duomo     | Toss Out        | Wilhelm Paal    | Ove Kristoffersson |
| 2001 | Gran Premio Duomo     | Brads Photo     | Wilhelm Paal    | Holger Ehlert      |
| 2002 | Prix Gaston Brunet    | Kesaco Phedo    | Wilhelm Paal    | Philippe Allaire   |
| 2002 | Energima Cup          | Pickaflick      | Wilhelm Paal    | Rolando Rosaspina  |
| 2002 | Prix Henri Cravoisier | Likable River   | Wilhelm Paal    | Philippe Allaire   |
| 2002 | Prix Guy Deloison     | Leda d'Occagnes | Wilhelm Paal    | Pierre Allaire     |
| 2002 | Prix Uranie           | Leda d'Occagnes | Wilhelm Paal    | Pierre Allaire     |
| 2015 | Sweden Cup            | Ringostarr Treb | Wilhelm Paal    | Holger Ehlert      |

### Övriga
| År   | Lopp                        | Häst            | Kusk         | Tränare       |
| ---- | --------------------------- | --------------- | ------------ | ------------- |
| 2017 | Bronsdivisionens final, dec | Trinity Lux     | Wilhelm Paal | Wilhelm Paal  |
| 2018 | Elitloppet, Försökslopp     | Ringostarr Treb | Wilhelm Paal | Jerry Riordan |